# Pematang Kabau
Pematang Kabau is een bestuurslaag in het regentschap Sarolangun van de provincie Jambi, Indonesië. Pematang Kabau telt 2908 inwoners (volkstelling 2010).